# Joaquim de Gispert i Anglí
Joaquim de Gispert i Anglí (Barcelona, 6 de novembre de 1799 — 19 de juny de 1889) fundador de la Societat del Gran Teatre del Liceu i impulsor de la construcció del Gran Teatre del Liceu a la Ciutat de Barcelona, tasca que se li va encomanar degut a la influència que tenia en sectors diversos de les elits socials a través de la seva persona i família puix el seu germà era diputat a Cortes Generales a Madrid, el qual aconseguí fons i adhesions per a dur a terme la tasca del seu germà.

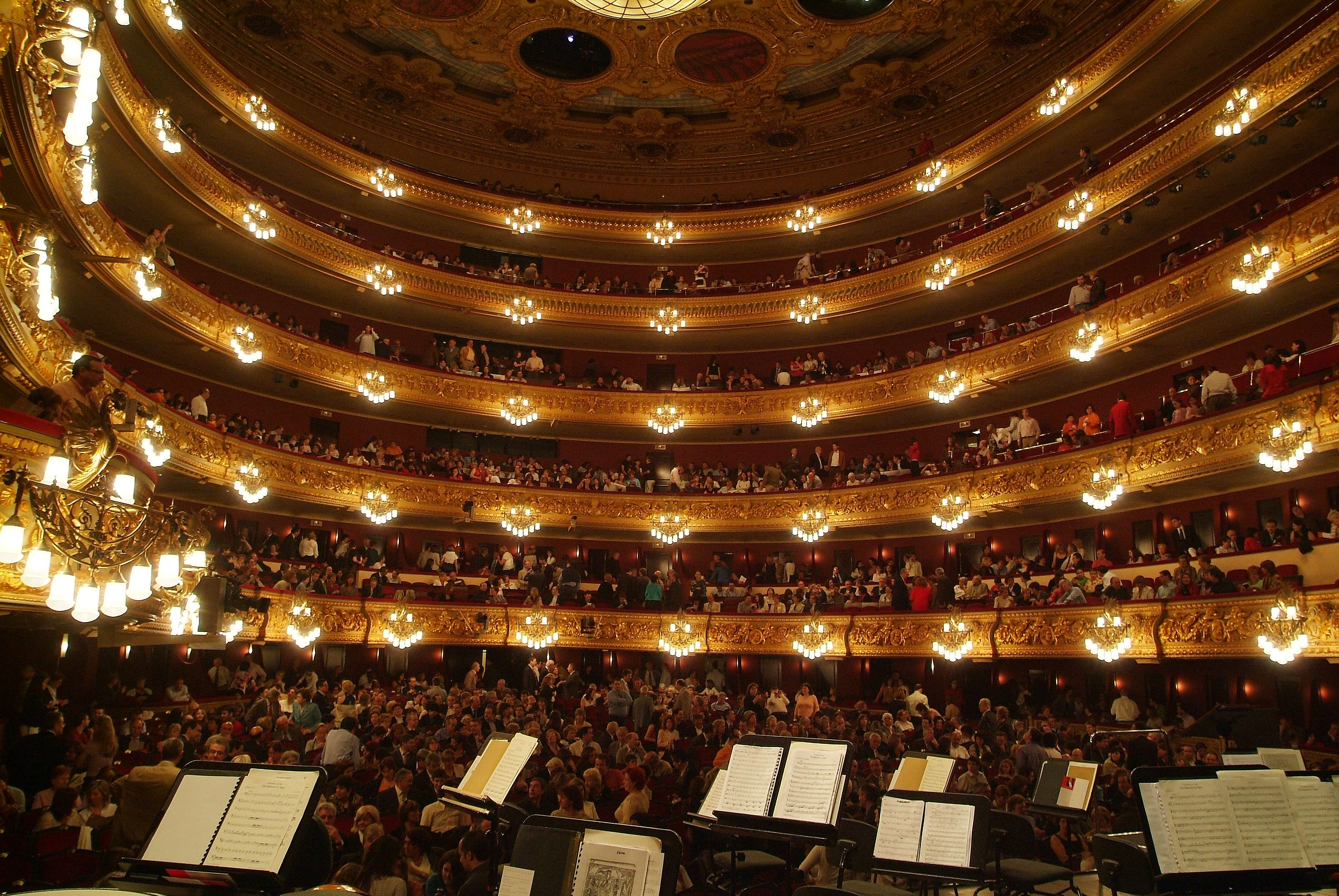

Nasqué a Barcelona de familia noble, de pare notari i jutge, per ambdós costats, els de Gispert i els d'Anglí, dedicant-se aquesta última al comerç ultramarí de teles i la manufactura i venda de les mateixes. La familia es traslladà a la ciutat de Girona essent Joaquim ben petit. Visqué i lluità amb tan sols 11 anys durant el Setge dels Francesos a la ciutat i li agradava contar com ajudava a preparar bombes per defensar-la. Es casà amb Pilar de Yanguas-Velandia, membre de la noblesa de Najera, dama de companyia de la reina el qual va propiciar que l'enllaç se celebrés a Palau i el padrí de boda fos el mateix monarca Ferran VII.

## Servei Militar
El matrimoni tingué vuit fills. Serví a les forces armades durant les Guerres Carlistes en grau de cadet del cos de Guàrdies Valons, capità de les Milícies Provincials, voluntari de la Milícia Nacional i comandant de Llançers. No obstant refusà prendre el "mando" militar.

## Funcionariat
També desenvolupà tasques en l'alt funcionariat estatal, fou membre del Consell de Sa Majestat, Secretari de Sa Majestat, Arxiver del Tresor, Escrivà de l'Audiència i Visitador de Rendes. En agraïment pels serveis prestats li fou atorgat el títol de Ciutadà Honrat de la Ciutat de Barcelona i el de Cavaller del Reial i Distingit Orde de Carles III, concedit per la Reina d'Espanya, Isabel II.

## Negocis
Creà a Sant Feliu de Llobregat i a l'Hospitalet els primers prats artificials i a Barcelona la primera vaqueria de gran escala. Ambdós projectes foren pioners a Catalunya i a l'estat espanyol.

### El Projecte del Liceu
El 1838 fou acceptat en rang d'associat a la Societat del Liceu Filharmonicodramàtic de Barcelona. El 1844 juntament amb els següents membres de la directiva i socis de la Societat del Liceu, Manel Girona, Manel Josep Torres, Francesc Fors i Casamajor, Joaquim Fors i Puig, Pere Valls, Jaume Valentí i Bernat Nun, encapçalà el projecte per a la construcció del Gran Teatre del Liceu en uns terrenys adquirits ad hoc a la Rambla de Barcelona.
El fet de definir-se com a liberal i monàrquic feu que durant el bombardeig i repressió d'Espartero a la ciutat de Barcelona l'any 1842, fos buscat per ser afusellat per dissident polític, va haver-se d'amagar i no va ser mai trobat mentre durà l'edat d'excepció. El 1847 fundà el Cercle del Liceu, club social a l'anglesa decida a les elits burgueses amb la finalitat de la promoció de les arts i les lletres.